# Езе Винсент Океухи
Езе Винсент Океухи (енгл. Eze Vincent Okeuhie; Лагос, 6. јун 1994) нигеријски је фудбалер. Игра на позицији нападача.

## Каријера
Фудбалом је почео да се бави у академији Колинс Едвинс из Лагоса, да би 2012. године дошао у Турску. У тој земљи је и дебитовао у сениорском фудбалу, када је током другог дела сезоне 2012/13. одиграо осам утакмица за друголигаша Карталспор, који је на крају сезоне испао у трећи ранг.
Након тога је отишао на Кипар и потписао за Аполон из Лимасола. Као млад играч није успео да се избори за место у Аполону, па је прешао у други кипарски клуб Неа Саламину где је за сезону и по одиграо 37 првенствених мечева и постигао пет голова. У лето 2015. прелази у свој трећи клуб на Кипру, Омонију из Никозије. Ту је углавном био резервиста, и одиграо је 13 првенствених утакмица уз један постигнут гол.
У лето 2017. године, долази у Србију и потписује уговор са Металцем из Горњег Милановца. У дресу Металца је током првог дела сезоне 2017/18. у Првој лиги Србије на 13 одиграних утакмица постигао осам голова. У јануару 2018. је потписао уговор са Војводином. Након две године у екипи Војводине, Езе у јануару 2020. мења средину и прелази у београдски Чукарички. Годину дана је био играч Чукаричког, након чега је у јануару 2021. потписао за Шахтјор из Солигорска.